# Кочи Дзодзе
Кочи Дзодзе (алб. Koçi Xoxe; Негован, 1917 — Тирана, 13. јун 1949) је био албански комуниста и министар током првих година Народне Републике Албаније. Стрељан је 1949. године, под оптужбом да је титоиста.

## Биографија
Рођен је 1917. године у селу Негован код Лерина, Македонија. Завршио је грчку гимназију у Солуну. Године 1930, његова породица се преселила у Албанију. Тамо је приступио Комунистичкој партији Албаније и постао један од најистакнутијих комуниста у Корчи. Тада се испољио као главни супарник Енвера Хоџе, а уз то су га подупирали и југословенски комунисти. Због комунистичке делатности, био је ухапшен и затворен до 1939. године, када је успео да побегне.
Од 1941. године, био је један од главних вођа Народноослободилачког покрета Албаније. Маја 1944. године, био је изабран за заменика председника Високог савета Албаније и добио чин генерал-пуковника.
После завршетка рата, дошао је на чело Министарства унутрашњих послова, организовао тајне службе и руководио борбом против остатака антикомунистичких група по Албанији. Био је и члан Политбироа КП Албаније и посланик у Скупштини.
По доношењу Резолуције Информбироа против Југославије 1948. године и прекидом дипломатских односа Албаније с Југославијом, почео је да губи утицај. После повратка Енвера Хоџе из посете Москви, био је ухапшен 2. децембра 1948. године. На судском процесу, одржаном у тајности, био је, заједно са групом сарадника, 13. јуна 1949. осуђен на смрт због својих „пројугословенских“ активности и истог дана стрељан. До данас се не зна где је његов гроб.